# De heks Dandha
De heks Dandha is een volksverhaal uit India.

## Het verhaal
Koning Raghu is een moedig strijder en is beleefd tegen iedereen. Hij is rechtvaardig en opent zijn graanschuren bij een dreigende hongersnood. Zijn onderdanen komen klagen over een heks, ze plaagt de kinderen. Niks helpt tegen de kwelgeest, geen amulet of toverformule. Koning Raghu gaat naar de wijze Narada op de laatste dag van de maand Phaalguna.
Het is die avond volle maan. De wijze zegt de koning dat zijn volgelingen die nacht een feest moeten vieren, ze moeten lachen, zingen en dansen. De kinderen moeten met houten zwaarden de straat op gaan en vreugdevuur moet ontstoken worden. Om zeven uur moet iedereen rond het vuur lopen en ze moeten Kila, Kila roepen. De mensen mogen schelden en alles roepen wat in hun opkomt.
De heks loopt door de straten, het is verlaten. Ze hoort geluid en gaat naar het vreugdevuur en ziet kinderen hun ouders uitschelden. Vrouwen schelden hun man uit en onbehoorlijke liedjes worden gezongen. De heks denkt dat iedereen gek geworden is en ziet in de vlammen het einde van de wereld. Ze vlucht weg en niemand heeft haar ooit weer gezien.

## Achtergronden
- Het verhaal is een bewerking van een hoofdstuk uit het Sanskrietwerk Brahmavaivartapurana. Zie ook Purana.
- Zie ook het feest Holi, Holikadahan, De heks Holika en Krishna en de gopies.